# The Sims
The Sims is een strategisch levenssimulatiespel dat is bedacht door Will Wright, ontwikkeld door Maxis en uitgebracht door Electronic Arts. In dit computerspel kan de speler over het leven van virtuele mensen (Sims) beschikken. De pc-versie van het spel kwam in Europa op 10 februari 2000 uit.

## Gameplay
Voor The Sims is gebruikgemaakt van een combinatie van 3D- en 2D-technieken. De Sims zelf zijn opgebouwd uit een 3D-structuur, terwijl het huis en de voorwerpen in 2D worden weergegeven.
In plaats van het bereiken van een doel, wordt de speler aangemoedigd zijn eigen beslissingen te nemen en zich te begeven in de interactieve omgeving. Het enige echte doel in het spel is het op de juiste manier besteden van de tijd van de Sims.
Sims hebben een zogenaamde vrije wil, en hoewel de speler hen iets kan laten doen, kunnen ze besluiten dat ze eerst iets anders willen doen, of zelfs het bevel van de speler volledig negeren. De speler moet beslissen hoeveel tijd van de Sims besteed wordt om aan verschillende vaardigheden te werken, zoals trainen, creativiteit en inzicht. De enige manier om deze vaardigheden te verbeteren, is door deze activiteiten aan de dagelijkse routine van de Sims toe te voegen. Er moet ook opgemerkt worden dat de Sims niet volledig autonoom zijn. Bepaalde beslissingen kunnen ze niet nemen zonder specifieke bevelen van de speler, zoals het betalen van rekeningen.
Daarnaast heeft het spel een zeer geavanceerd architectuursysteem. Het spel was oorspronkelijk zelfs bedoeld om alleen huizen te bouwen, waarna de Sims het moesten beoordelen. Tijdens het maken van het spel werd besloten dat de Sims erbij interessanter was dan alleen de huizen.
De kunstmatige intelligentie van het spel is zeer verfijnd. De Sims reageren uit zichzelf op externe situaties en behoeften, hoewel het toezicht van de speler belangrijk blijft om ze in leven te houden. The Sims kan oneindig lang gespeeld worden, aangezien er geen enkele manier is om het spel te winnen.
Er zijn een aantal grenzen aan The Sims, die De Sims 2, De Sims 3 en De Sims 4 niet hebben. In The Sims kunnen kinderen nooit opgroeien tot volwassenen, hoewel baby’s uiteindelijk wel kinderen worden. Daarnaast wordt een Sim nooit ouder en kent het spel geen verschillende dagen, en dus ook geen weekenden. Sims moeten iedere dag werken en kinderen moeten iedere dag naar school.
Hoewel er geen duidelijk doel in het spel is, kan de speler toch "verliezen" als een Sim bijvoorbeeld sterft. Onder de verschillende doodsoorzaken zijn voedselgebrek, verdrinking, omkomen in een brand en elektrocutie. Daarnaast kunnen kinderen naar een militaire school gestuurd worden, wanneer zij langere tijd een onvoldoende behalen op school. Als ze daar eenmaal heen gestuurd zijn, komen ze niet meer terug.

### Behoeften
Ook aan de basisbehoeften moet voldaan worden, zoals persoonlijke hygiëne, eten en slaap. Als de Sims deze behoeften onvoldoende kunnen vullen, zullen ze depressief raken en bevelen van de speler negeren. Bovendien hebben de Sims plezier in hun leven nodig, als dit niet gebeurt zal de plezierbalk leeg raken en zullen ze depressief worden. Ze kunnen ook onaardig zijn tegen andere Sims door ze uit te schelden, te slaan of ze zelfs aan te vallen. In The Sims zijn er acht behoeften, welke door middel van een indicatiebalkje kunnen worden afgelezen. Hoe groener het balkje is, des te gelukkiger is de Sim. Hoe roder het balkje, des te ongelukkiger. Een zeer ongelukkige Sim kan hier zelfs aan dood gaan.
Alle behoeften op een rijtje, de Nederlandse naam met de Engelse term tussen haakjes:
Honger (Hunger)
Als een Sim niet eet, sterft hij/zij van de honger. Door eten te halen uit een koelkast of barbecue, vermindert de kans dat de Sims sterven.
Energie (Energy)
Dit balkje geeft aan hoeveel energie de Sim heeft. Het leveren van inspanning kost energie, en hoeveel dat is, hangt ook van de arbeid af. Om meer energie te krijgen, moet er geslapen worden. Als het balkje helemaal rood is voordat de Sim in bed ligt, valt hij op de grond in slaap, en dat is niet gunstig voor de behoefte Comfort.
Comfort (Comfort)
Net als in het echte leven, hebben de Sims comfort nodig om zich lekker in hun vel te voelen. Laat de Sim op een bank, ligstoel of in bed liggen om het balkje te vullen.
Plezier (Fun)
Als een Sim zichzelf niet vermaakt, zal hij/zij in een negatieve gemoedstoestand raken. Hij/zij kan daardoor gestrest worden. De Sim moet tv-kijken, spelen op de computer of een boek lezen. Sims studeren niet als het balkje rood is.
Hygiëne (Hygiene)
Als een Sim niet veel hygiëne heeft, zullen andere Sims er niet van gediend zijn om met die Sim te knuffelen. De Sim moet douchen, in een (bubbel)bad gaan of zijn/haar handen wassen.
Sociaal (Social)
Hiermee wordt aangeduid hoe sociaal de Sim zich voelt. Dit is een van de moeilijkst te onderhouden balkjes. Als de Sim te weinig sociale contacten heeft, moet deze iemand opbellen om bijvoorbeeld mee te kletsen. De Sim kan ook persoonlijk met een andere Sim praten.
Blaas (Bladder)
Sims moeten regelmatig naar de wc om hun behoefte te doen. Als hij/zij dringend moet gaan plassen maar te laat is, doen ze hun behoefte op de grond. Hierdoor raakt de hygiëne-balk rood.
Omgeving (Room)
Dit geeft aan wat Sims van een kamer vinden. Hoe meer mooie accessoires, hoe voller het balkje. Hoe meer rotzooi, hoe roder het balkje wordt.

### Relaties
In het relatiemenu onder het hoofd van een Sim worden met een rood of groen balkje de punten van -100 tot +100 aangegeven. Door te babbelen en plezier te maken krijgt de relatie pluspunten. Bij een hoge score kunnen ze beginnen flirten en kunnen op elkaar verliefd worden. Door ruzie te maken krijgt de relatie minpunten en bij ergere ruzies zelfs dubbele minpunten.

### Vaardigheden
In het spel kunnen Sims zes vaardigheden beoefenen. Elke vaardigheid is onderverdeeld in tien niveaus of levels. Hoe beter of hoger de vaardigheid, hoe beter Sims zullen zijn in het uitoefenen van deze vaardigheid. De score van vaardigheden kan verhoogd worden door de Sim bepaalde activiteiten te laten doen.
Kookvaardigheid (koken)
- Met behulp van kookboeken kunnen Sims leren koken.
- Bij een hoger niveau daalt het aantal branden in de keuken.
- Met een betere vaardigheid kunnen Sims gerechten maken die beter de honger stillen.

Technische vaardigheid (technisch)
- Door zelf te klussen in huis, besparen Sims geld op de reparatiekosten.
- Het laten stijgen van de vaardigheid is mogelijk met doe-het-zelf-boeken.

Charismatische vaardigheden (charisma)
- Sims kunnen voor deze vaardigheid voor de spiegel oefenen.

Lichamelijke vaardigheden (lichaam)
- Zwemmen en trainen op de trimmachine verbeteren deze vaardigheid.

Analytisch vermogen (inzicht)
- Schaken is een goede manier om het level van deze vaardigheid te verhogen.

Creatieve vaardigheden (creatief)
- Sims kunnen schilderen en piano spelen om deze vaardigheid te verbeteren.

### Werk
Sims kunnen werk zoeken op de computer of in de krant. Er zijn verschillende beroepen: proefpersoon, rekruut in het leger, burgemeester, maffiabaas, bordenwasser, enzovoort. Sims kunnen meer geld verdienen door tijd te steken in hun vaardigheden en het onderhouden van sociale contacten, zodat ze promotie op hun werk krijgen. Voor elk beroep zijn er tien promoties mogelijk.

## Systeemeisen

### Windows
De volgende minimale systeemeisen hebben betrekking tot de Windows-versie.

### Mac OS
De volgende minimale systeemeisen hebben betrekking tot de Mac OS-versie.

## Uitbreidingspakketten
The Sims heeft zeven verschillende uitbreidingspakketten. Voor elk uitbreidingspakket is het basisspel, The Sims, vereist.
- The Sims: Het Rijke Leven (uitgebracht op 7 september 2000)
  - Voegt meer objecten toe, meer gebeurtenissen en de mogelijkheid om meerdere buurten te hebben.
- The Sims: Party (uitgebracht op 5 april 2001)
  - Voegt feestartikelen toe, zoals een verlichte dansvloer.
- The Sims: Hot Date (uitgebracht op 22 november 2001)
  - Geeft Sims de mogelijkheid om romantische uitjes met andere Sims te hebben in een nieuw stadsgebied.
- The Sims: Op Vakantie (uitgebracht op 3 april 2002)
  - De Sims kunnen reizen naar verschillende vakantiebestemmingen, zoals het strand en een camping in het bos.
- The Sims: Beestenboel (uitgebracht op 3 oktober 2002)
  - Geeft Sims de mogelijkheid om een grote verscheidenheid aan huisdieren te adopteren.
- The Sims: Superstar (uitgebracht op 22 mei 2003)
  - Geeft Sims de mogelijkheid naar Studio Stad te gaan om beroemd te worden.
- The Sims: Abracadabra (uitgebracht op 30 oktober 2003)
  - Geeft Sims de mogelijkheid magie te gebruiken en voegt de magische stad Magie-stad toe.

## Versies voor spelcomputers
The Sims is voor verschillende spelcomputers uitgebracht. Hoewel het spel en zijn vervolgen redelijk verkocht werden, waren ze lang niet zo succesvol als de pc-versie.
- The Sims (uitgebracht in januari 2003)
  - De eerste consoleversie (en de eerste complete 3D versie) van The Sims op de PlayStation 2. Deze werd later ook uitgebracht voor GameCube en Xbox.
- The Sims: Erop Uit! (uitgebracht in december 2003)
  - De tweede consoleversie van The Sims, dit keer als een role-playing game (RPG). Het kan met twee spelers gespeeld worden (multiplayer) en heeft de mogelijkheid om naar een gemeenschappelijk gebied te gaan.
- The Urbz: Sims in the City (uitgebracht in november 2004)
  - In deze versie is "Sims" veranderd in "Urbz", en de personages en wereld hebben hierin meer stadsuitstraling.

## Vervolgen

### The Sims Online
In december 2002 bracht Maxis The Sims Online uit, waarbij The Sims dit keer gesitueerd is in een MMOG-omgeving. Hierbij kunnen echte spelers met elkaar communiceren. Dit had niet hetzelfde succes als het originele The Sims-spel.

### De Sims 2
Maxis bracht De Sims 2 uit in september 2004. Voor het eerst werd het Engelse "The" vervangen door "De". Het vervolg speelt zich af in een volledige 3D-omgeving, in tegenstelling tot de gecombineerde 2D/3D-omgeving van het originele spel.

### De Sims Verhalen
De Sims Verhalen is een productielijn van Electronic Arts die geoptimaliseerd is voor laptops of pc's met slechte tot matige hardware.

### MySims
MySims is vooral gebaseerd op het voltooien van opdrachten en missies. Er zijn een aantal vervolgen hierop, die elk een ander thema hebben.

### De Sims 3
Op 3 november 2006 had Electronic Arts officieel aangekondigd dat de ontwikkeling van De Sims 3 was gestart. De Sims 3 stond gepland voor 19 februari 2009, maar werd door het bedrijf uitgesteld naar juni 2009.

### De Sims Middeleeuwen
De Sims Middeleeuwen speelt af in de middeleeuwen en draait om het voltooien van zogenaamde queesten.

### The Sims Social
Op 9 augustus 2011 lanceerde EA Games het spel The Sims Social, dat beschikbaar was op Facebook. Het spel is ondertussen niet meer speelbaar.

### The Sims FreePlay
The Sims FreePlay is een gratis versie van De Sims voor iOS en Android. Het is in de App Store van Apple verschenen op 13 december 2011 en op 15 februari 2012 in Google Play.

### De Sims 4
Op 6 mei 2013 heeft Electronic Arts officieel aangekondigd dat De Sims 4 in ontwikkeling is. Het spel werd in Nederland en België beschikbaar op 4 september 2014.

## Trivia
- The Sims was niet altijd de beoogde titel van het spel. Aanvankelijk was het de bedoeling een andere titel te geven, zoals Project X, The Dollhouse Simulator, Home Tactics en Tactical Domestic Simulator.[4]
- Het spel is opgenomen in het boek 1001 Video Games You Must Play Before You Die van Tony Mott.
- Sims spreken in het spel Simlish, een fictieve taal, en betalen alles met Simdollars. Wanneer de speler meubels of andere voorwerpen voor de Sims koopt, wordt dit ook betaald met Simdollars.